# Pyreneisk stenbock

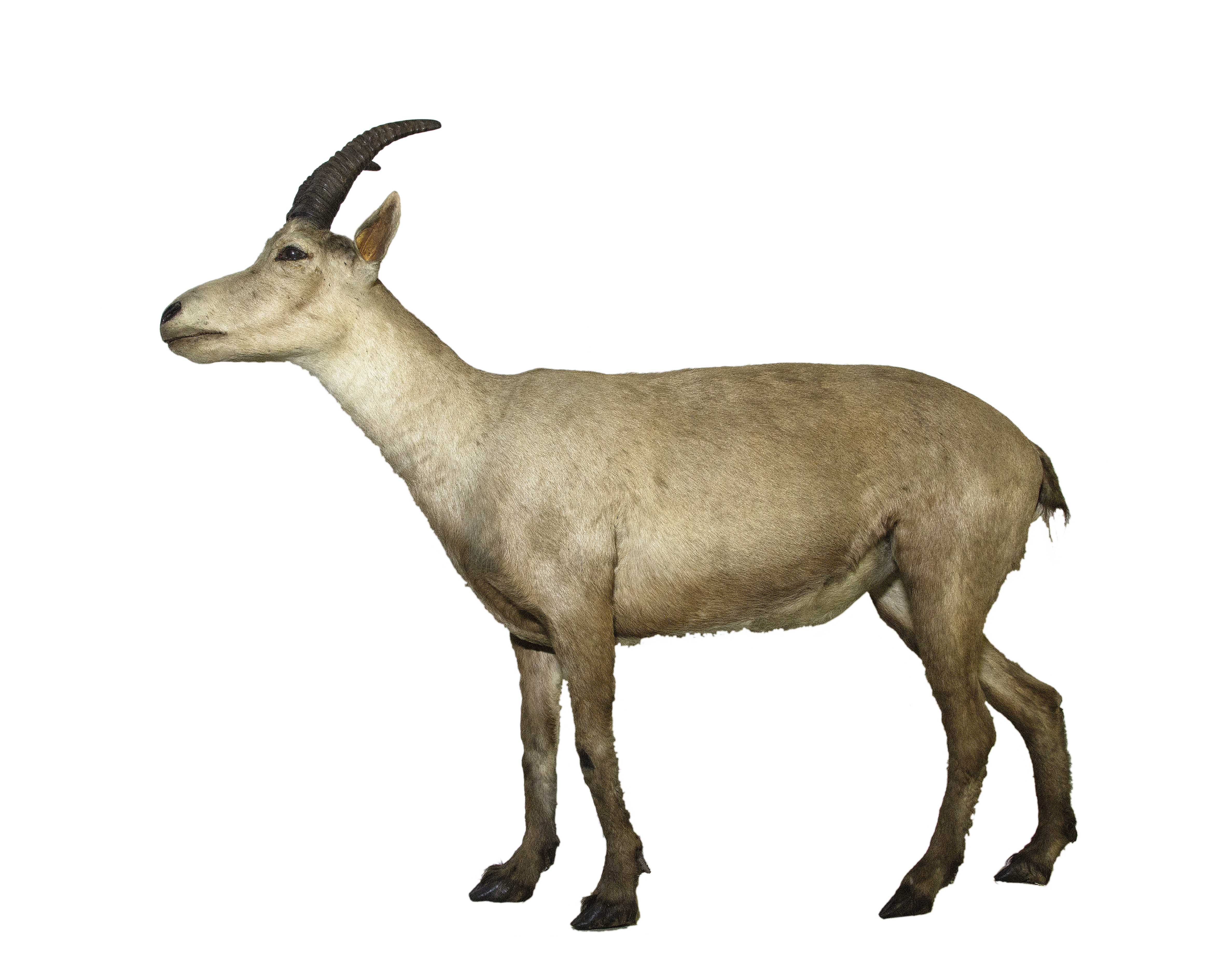
Capra pyrenaica pyrenaica

Pyreneisk stenbock (Capra pyrenaica pyrenaica) var en underart av iberisk stenbock och det första kända däggdjurstaxon att dö ut under 2000-talet.
Underarten var vanligt förekommande tills för några hundra år sedan i Spanien. Mot slutet av 1800-talet hade beståndet dock reducerats till under ett hundratal djur, och beståndet lyckades aldrig återhämta sig. År 1981 rapporterades det att beståndet var nere i 30 djur, och 1993 endast 10. Då sattes en plan in för att försöka rädda underarten från utrotning, vilket aldrig lyckades. Den 6 januari 2000 hittades det sista överlevande exemplaret död under ett fallet träd med krossad skalle i Ordesas nationalpark, Spanien. Hon hade getts namnet Celia.